# Penelopognathus weishampeli
Penelopognathus weishampeli es la única especie conocida del género extinto  Penelopognathus  (“mandíbula de pato extraña”) de dinosaurio ornitópodo iguanodontiano que vivió a mediados del período Cretácico en el Albiense, hace aproximadamente entre 100 millones de años en lo que es hoy Asia. La especie tipo Penelopognathus weishampeli, fue descrita por Godefroit, Li & Shang en 2005, basado en una sola mandíbula, recta y alongada que en su cara externa esta perforada por alrededor de 20 forámenes irregulares.
El holotipo lo muestra más avanzado que Altirhinus pero más primitivo que Probactrosaurus. Aunque también pertenece al área del Desierto de Gobi, Mongolia, aproximadamente en el mismo periodo, lo que muestra que los Hadrosauriformes no hadrosáuridos estaban bien diversificados a principios del Cretácico, sugiriendo que Asia es el origen de este grupo.